# Amélie Helga Lundahl
Amélie Helga Lundahl, née à Oulu le 26 mai 1850 et morte à Helsinki le 20 août 1914, est une peintre finlandaise .

## Biographie
En 1870–1872 et en 1874–1876, elle étudie à l'école de dessin de l'association des arts d'Helsinki.
En 1872–1873, elle étudie à l'école de sculpture de Stockholm.
Puis elle obtient une bourse qui lui permet de poursuivre ses études de 1877 à 1881 à l'Académie Julian de Paris, sous la direction de Tony Robert-Fleury et de Gustave Courtois.
Elle fait une première visite en Bretagne au début des années 1870, puis plusieurs séjours à Douarnenez, Concarneau et Pont-Aven entre 1878 et 1885, qui lui donnent le goût de la peinture en plein air.
Elle s'installe alors en Bretagne et réalise des portraits de paysannes pour lesquels elle reste connue.
Parmi ses œuvres, Le sentier des Plomarc'h [à Douarnenez] (1884), La Belle jardinière (1885), etc.
Amélie Lundahl retourne en Finlande en 1889.
Elle restera quelque temps dans la colonie d'Önningeby fondée par Victor Westerholm dans l'archipel d'Åland.
Le fils de sa sœur Cécilia est Ilmari Kianto.

## Galerie

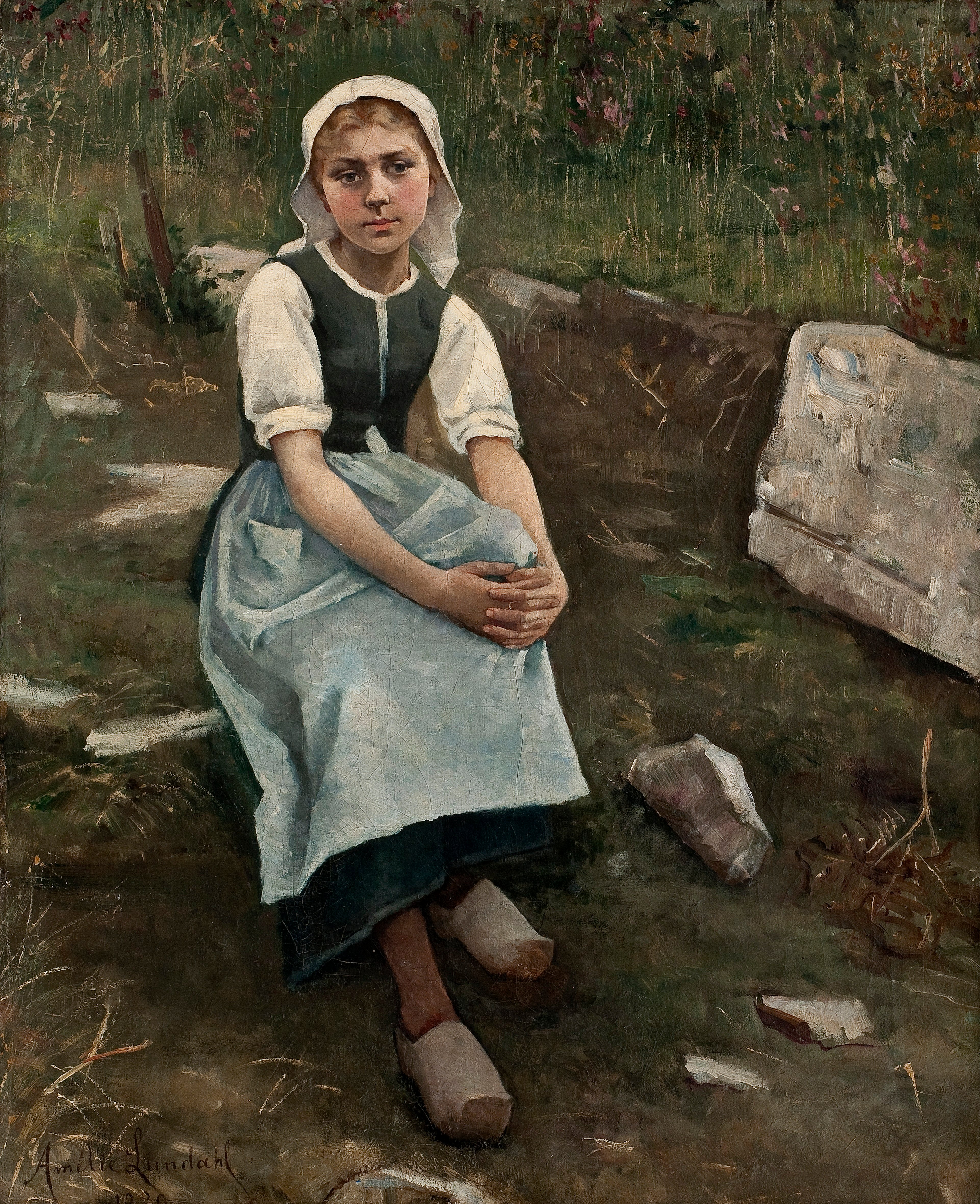
Jeune fille de Bretagne (1880)
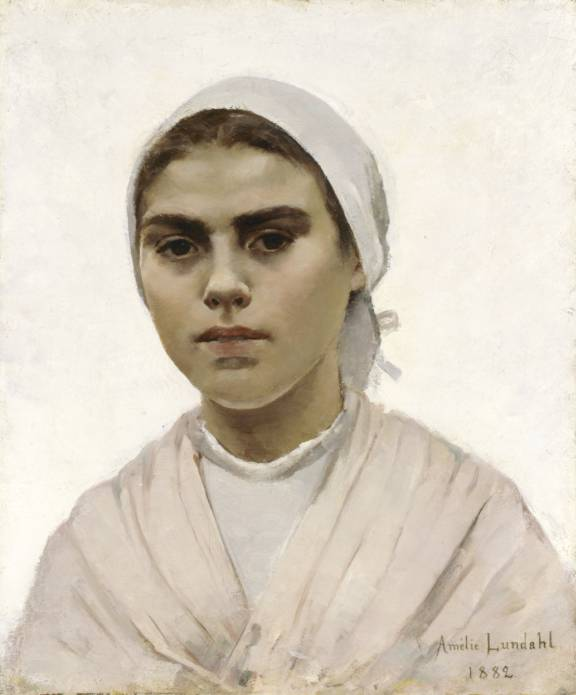
Jeune Bretonne (1882)
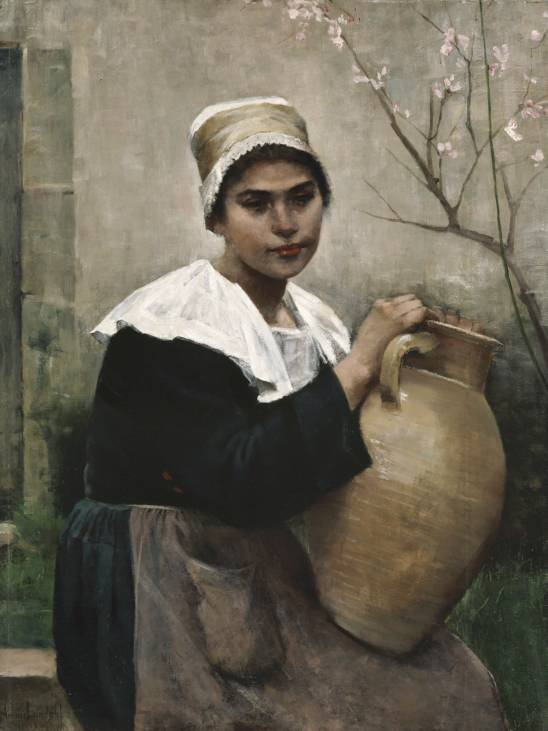
Portrait d'une Bretonne (1884)
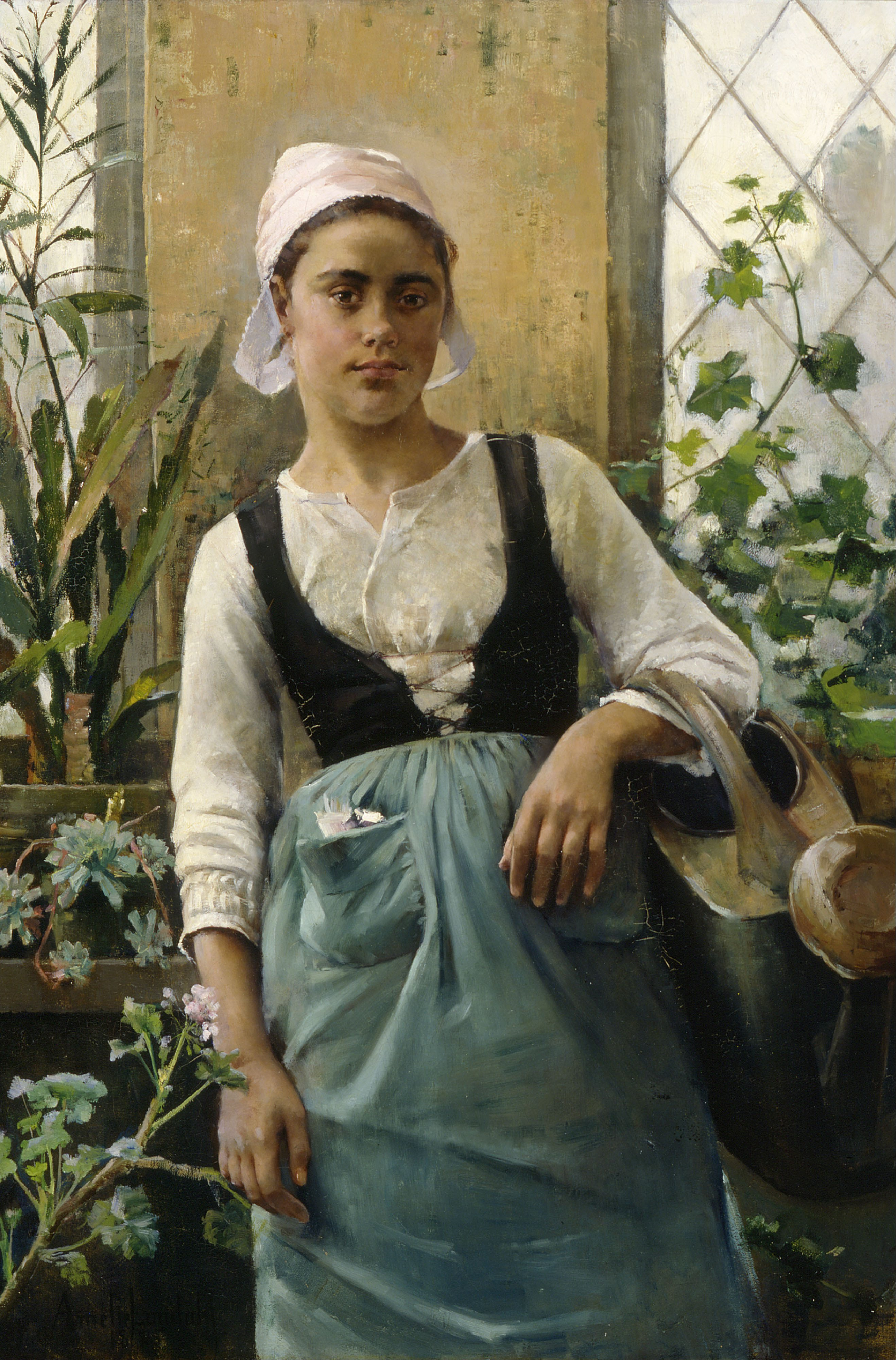
La jardinière (1885, Musée Ateneum d'Helsinki)
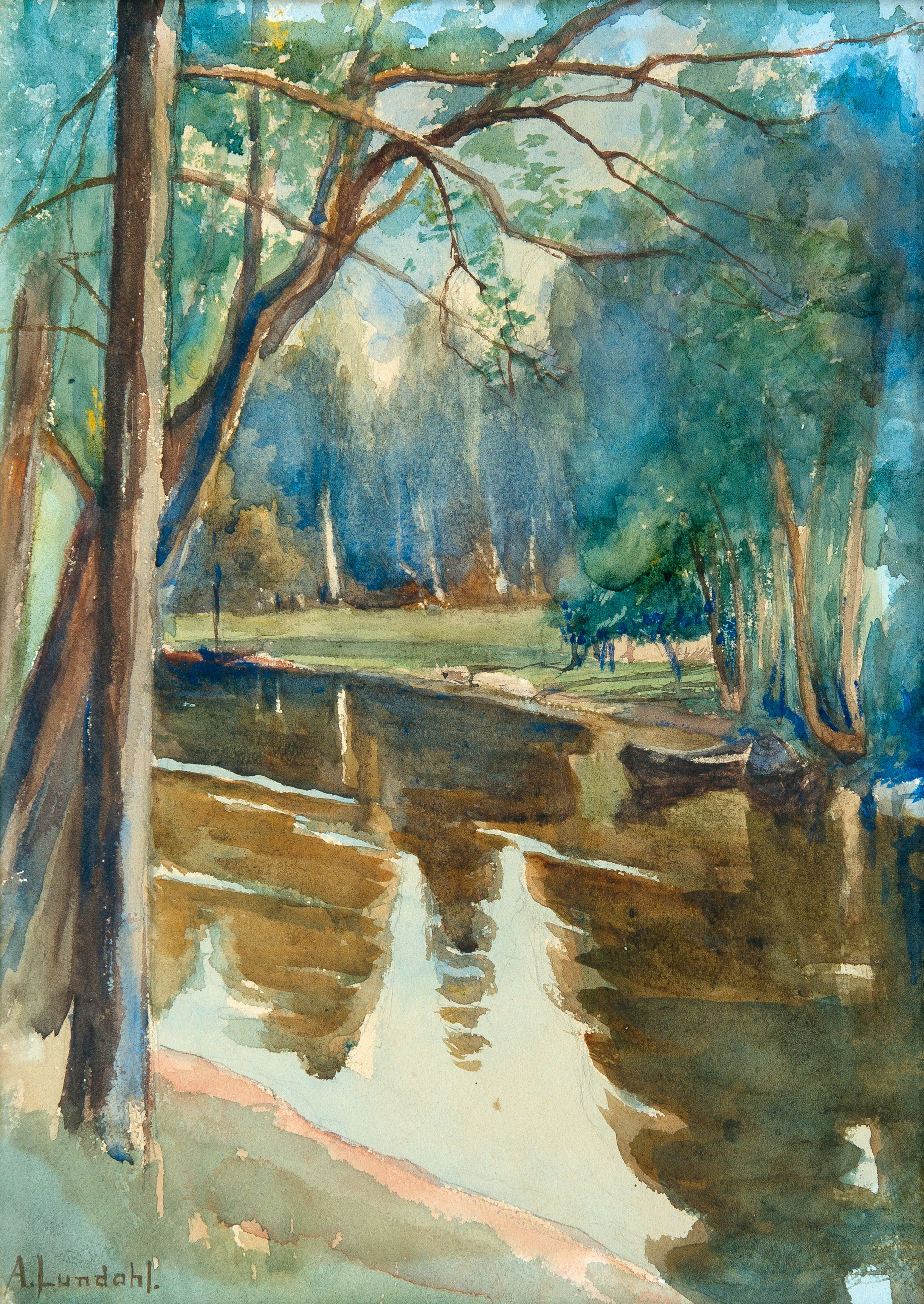
Été luxuriant.
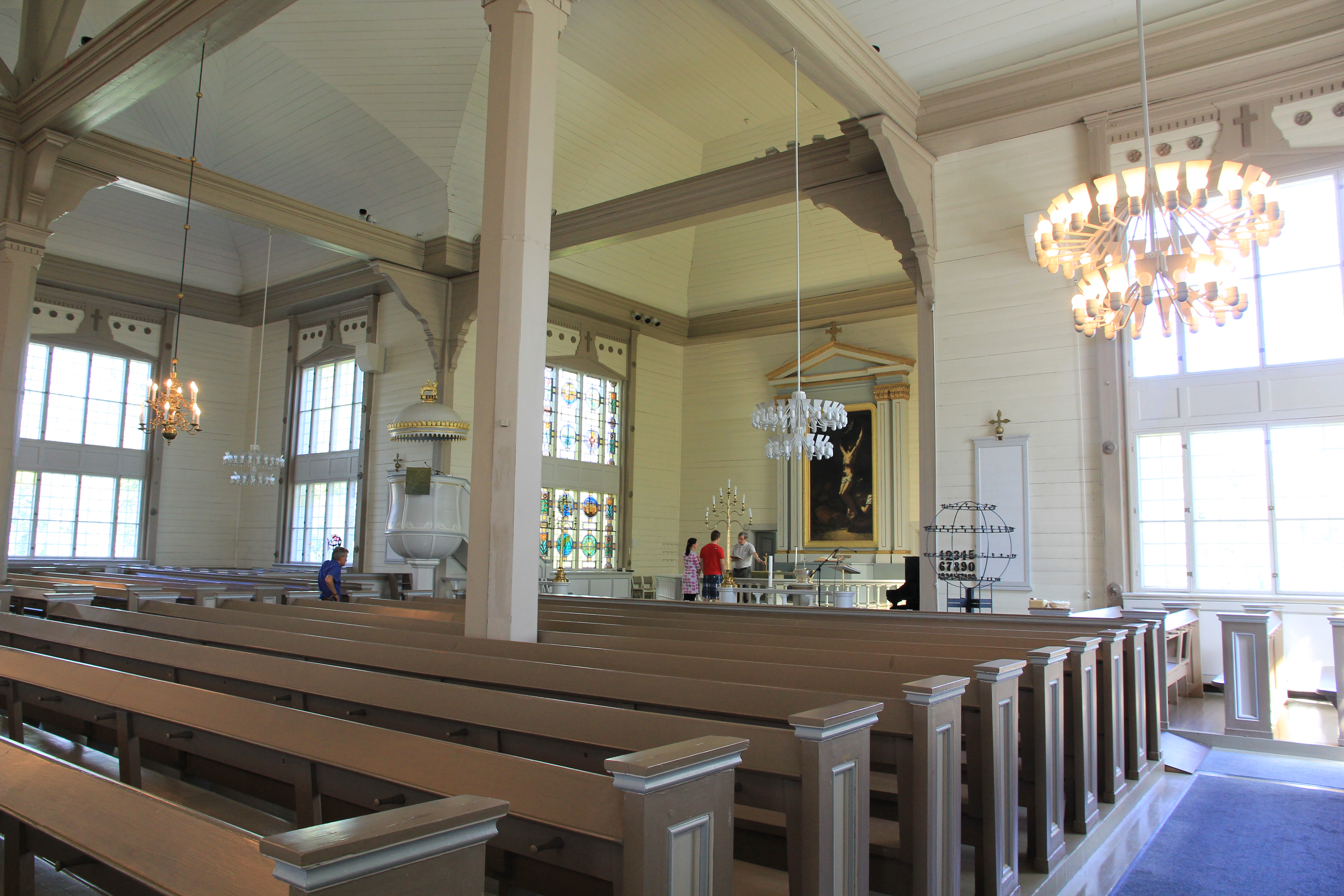
Autel de l'église rurale de Mikkeli.